# This Is War
This Is War — третий студийный альбом американской альтернативной рок-группы 30 Seconds to Mars, выпущенный 8 декабря 2009 года. За 10 дней до официального релиза произошла утечка в Сеть.
В первую неделю продаж альбом разошёлся количеством 67 000 экземпляров в США, попав в чарт Billboard 200 на 18 позицию. В то же время он стал вторым в рейтинге Billboard Alternative Albums и четвёртым в Rock Albums. В Европе диск достиг 23 места в чарте European Albums.

## Предпосылки и развитие
15 августа 2008 года британский звукозаписывающий лейбл Virgin Records выставил 30 Seconds to Mars иск на сумму в 30 миллионов долларов, обвинив группу в нарушении условий контракта, заключённого ещё в 1999 году. По условиям договора группа должна была записать 3 альбома за время действия контракта, заключённого ещё с Immortal Records, к моменту истечения контракта прекратившему своё существование (в 2004 контракт перешёл к Virgin). Джаред Лето опубликовал на MySpace заявление, в котором поспешил заверить фанатов, что 30 STM распадаться не собираются. Он заметил также, что группа, продавшая 2 миллиона альбомов, от записывающей компании «…не получила ни пенни». Участники 30 Seconds to Mars посчитали названную в иске сумму «неоправданно раздутой» и «смехотворной». По их словам, подача иска со стороны EMI была вызвана не нарушением контракта, а попыткой группы освободиться от опеки лейбла — причём вполне законным способом. Лето заявил: «По законам Калифорнии, где мы живём и работаем, срок действия подобных договоров ограничивается семью годами. Сделано это для того, чтобы защитить музыкантов от несправедливых, связывающих их по рукам и ногам контрактов. После девяти лет работы с EMI мы решили не продлевать сотрудничество. Нас пытаются засудить не за нарушение договора, а за то, что мы воспользовались законным правом разорвать устаревший контракт».
Спустя почти год после начала судебных тяжб, 29 апреля 2009 года группа объявила о закрытии дела. Судебный процесс завершился в пользу защиты, решение было выдано на основе дела актрисы Оливии Де Хэвилленд, завершившегося девять лет назад. Лето объяснил: «Апелляционный суд Калифорнии постановил, что никакой договор на обслуживание в Калифорнии не действует более семи лет. Этот закон стал известен как Закон Де Хэвилленд [неофициальное название раздела 2855 Трудового кодекса Калифорнии] после того, как она использовала его, чтобы разорвать свой контракт с Warner Bros.» После этого 30 Seconds to Mars решили заново заключить контракт с EMI (родительским лейблом Virgin). Лето сказал, что группа «решила разногласия с EMI», и решение было принято из-за «готовности и энтузиазма EMI решить наши главные разногласия и возможности возвратиться, чтобы работать с командой, столь преданной и влюблённой в 30 Seconds to Mars». Он сказал, что это было «самое стимулирующее деловое препятствие, которое мы когда-либо проходили как группа».
После завершения записи Лето говорил о проблемах, с которыми столкнулась группа, пока работа над This Is War: «Мы потратили два года своей жизни, работая над этой пластинкой, и это была наша борьба против мира… Было время, когда это подавляло нас. Всё, что происходило, было тяжело… Это была борьба за выживание, чтобы сказать правду».

## Написание и запись

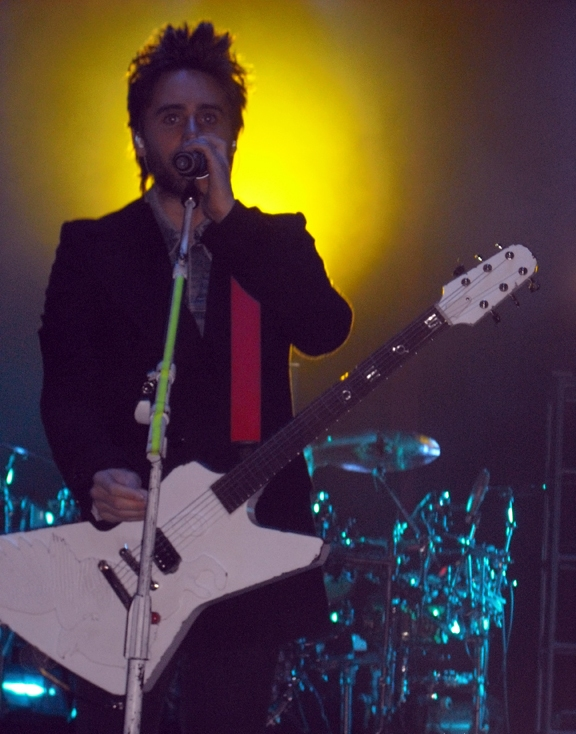
Джаред Лето в Verizon Wireless Theater в Хьюстоне.

26 апреля 2009 года 30STM созвали фэн-конвенцию в голливудском клубе Avalon, пригласив к участию около 900 фанатов с разных концов света — из Европы, Южной Африки, Австралии, Бразилии. Под руководством Джареда Лето, выполнявшего функции «мастера церемонии», присутствующие записали партии бэк-вокала и «перкуссии» (используя подручные средства: картонные коробки и т. д.) для новых песен группы: «Search and Destroy», «Kings and Queens», «Night of the Hunter», «Hurricane», «This is War», «Vox Populi». «Что-то магическое происходит, когда собирается группа людей, совершенно незнакомых, и принимает участие в подобном коллективном мероприятии. Мы затем эту энергию коллективного сознания берём в упряжку и находим ей музыкальное применение», — сказал Лето в интервью журналу Kerrang!.
Джаред рассказал, что стиль альбома опирается в большей степени на их дебютный альбом, чем на A Beautiful Lie:

 Самая длинная песня, которая есть в альбоме, длится восемь минут. Самая короткая, наверное, пять. […] Я не думаю, что у нас есть хотя бы одна песня короче пяти минут. Мне кажется, что мы делаем действительно хорошую работу, только преследуя чувство, суть песни, а также давая песне способность или право идти туда, куда она ведёт нас, где она хочет пройти. Песня подсказывает. Мы работали над этой коллекцией песен в течение 12 месяцев, поэтому мы их знаем достаточно хорошо. 
В мае 2009 года Канье Уэст опубликовал фото себя, Брэндона Флауэрса (фронтмена группы The Killers) и Джареда Лето вместе и объявил, что он вместе с Джаредом работал над песней под названием «Hurricane». По этому поводу Лето сказал, что он

… фактически поднял [идею работать с Уэстом] некоторое время назад, но слабо верится, что это произошло на самом деле. […] Он приехал сюда, он был здесь, в студии, и мы сделали некоторые наброски инструментальных партий, он кое-что спел, и мы поняли, что нужно продолжать до победного конца, я приехал на Гавайи с техниками и небольшой командой, и мы прекрасно провели время.
Вокальный вклад Уэста в песню был в конечном счёте удалён из-за юридических вопросов, связанных с правами каждой из звукозаписывающих компаний. Хотя песня не была выпущена в оригинальной версии альбома, Лето сказал, что трек услышат позже. В ранней версии альбома, которая «утекла» в Интернет, была версия «Hurricane» с Канье Уэстом. Было выпущено deluxe-издание альбома с этой версией песни, названной «Hurricane 2.0».

## Тематика и музыкальный стиль
«Одной вещи, о которой я думал, не хватало 30 Seconds to Mars. Было чувство оптимизма, которое, я думаю, вы чувствуете, слушая песни на этом альбоме. «Kings and Queens» есть чувство возможности торжества, которое есть у всех нас. С «This Is War» вы чувствуете уверенность и торжество, и даже «Closer to the Edge». [В случае] «Stranger in a Strange Land»… Было другое дело, я чувствовал, что не хватало сексуальности. И это, очевидно, большая часть всей нашей жизни, я думал, что (было) важно — обратиться к этому.»
Главный редактор Allmusic Стивен Томас Эрльюин признал прогресс группы с момента их последней записи, заявив: «Тогда они играли пост-гранж и ню-метал или эмо, но теперь группа пришла к звуку, который больше напоминает гибрид The Killers, ретро новой волны и My Chemical Romance с их готическим роком». Он также сказал: «Они уже остановились на звуке, который соответствует их позиции», — ссылаясь на общий стиль записи, как смеси электроник-рока, метала и прогрессив-рока. Сара Андерсон из AOL Radio говорит, что This Is War — «звук чрезвычайно прогрессивного рока с хором», говоря, что альбом явно черпает вдохновение от экспериментальных Pink Floyd и мелодичных M83. Журналист Billboard Кортни Хардинг сказал, что альбом «представляет творческий шаг вперёд для группы», отметив, что группа не полностью оставила тенденции мелодик-рока и хард-рока. The Times описали звук пластинки как «жёсткий, более текстурированный набор мелодий инди-рока, чем предыдущие альбомы группы».

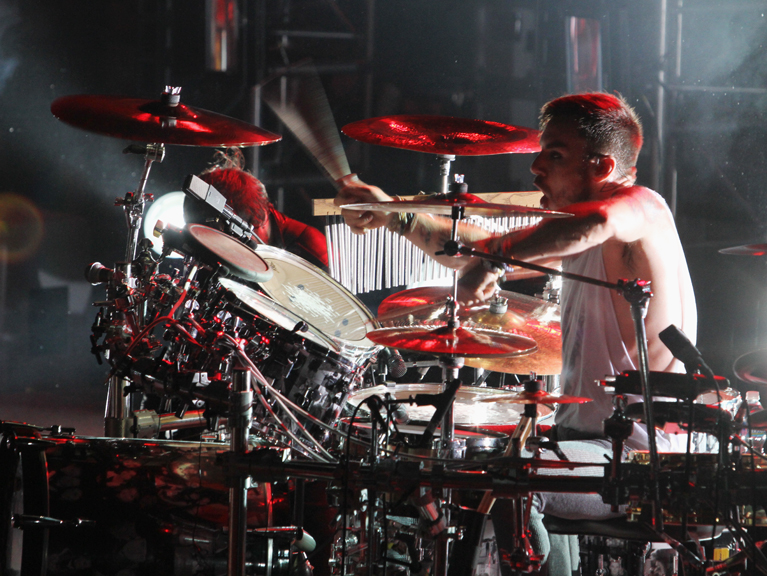
Шеннон Лето на концерте в Memorial Athletic and Convocation Center (Кент, Огайо).

Лидер 30 Seconds to Mars Джаред Лето описал пластинку, как концептуальный альбом, продолжая говорить: «Если это не так, я не уверен, что это было». Он сказал, что запись была создана в «интенсивный двухлетний период, когда я чувствовал, что весь мир рушится и происходят массовые изменения. Я думаю, это можно услышать в звучании этого альбома». Кроме того, он отказался называть альбом рок-оперой: «Люди, кажется, согласны с тем, что альбом называют „рок-оперой“… Я никогда не говорил этого; единственной вещью, которую я могу назвать рок-оперой, является Tommy, альбом The Who. Но это очень концептуально, это о многих духовных вещах, и это действительно просто, оно о том, кто мы, кем мы стали».
Лето описал стиль как «намного более электронный и экспериментальный, с большим количеством старинных синтезаторов». Он также отметил, что писал песни на темы, которые отсутствовали в предыдущих работах, такие, как оптимизм и сексуальность, хотя бы для песни «Stranger in a Strange Land». Журналист Rock Sound Виктория Дарем отзывается о драматических темах альбома, таких как «Night of the Hunter»: «это одно из самых драматических усилий альбома», а также вспоминает их предыдущий альбом, A Beautiful Lie, который, по её словам, «был насыщен драматизмом, (но) на сей раз группа взорвала их в стратосферу. Массивно звучащий „Vox Populi“ является ярким примером этого». Она вновь повторяет слова Лето, отмечая, что у трека есть «чувство всепобеждающего оптимизма».
Клип на песню «Hurricane» был запрещён MTV и рядом других телеканалов по всему миру. Премьера видео, которое длится 13 минут и 10 секунд, срежиссированное Джаредом Лето под псевдонимом Bartholomew Cubbins, состоялась на MTV 29 ноября 2010 года. «Я не ожидал подобного исхода, но в этом есть несомненный плюс: люди будут говорить об этом, обсуждать, что важнее — искусство и творчество или оградить зрителя от просмотра некоторых провокационных сцен», — заявил Джаред Лето, режиссёр и сценарист видео "Hurricane", после его цензуры. Видео было подвергнуто цензуре и запрещено из-за сцен насилия и сексуального содержания. 28 ноября 2010 года Джаред Лето опубликовал на своём сайте письмо от одного из музыкальных телеканалов о цензуре видео.

## Выпуск и продвижение

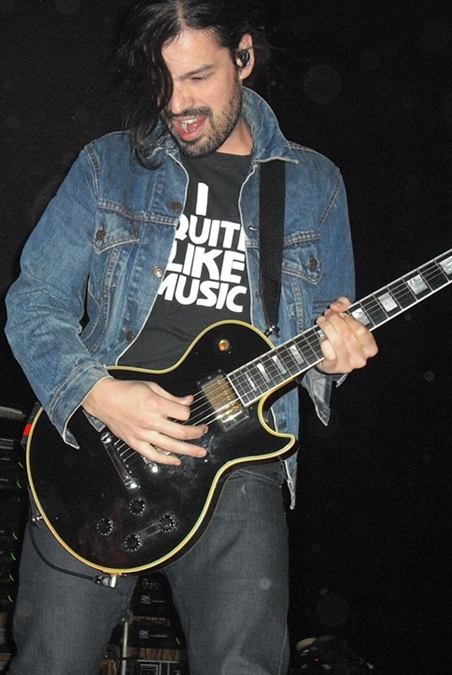
Томо Милишевич на концерте в North Gate (Батон-Руж).

BioWare объявила, что саундтрек к Dragon Age: Origins включает в себя песню «This Is War», заглавный трек. Трек дебютировал в игре ещё до выхода альбома. Стив Шнур, Международный Руководитель Музыкального Маркетинга Electronic Arts, описал работу с 30 Seconds to Mars:

У EA всегда были дальновидные отношения с 30 Seconds to Mars, и нам очень важны сотрудничество с группой и их творческий вклад в Dragon Age: Origins. Эта захватывающая дебютная песня иллюстрирует нашу неизменную приверженность сотрудничеству с великими группами, которые перемещают своё внимание туда, где создаётся музыка.
Джаред Лето прокомментировал: «Мы всегда пытаемся выйти за рамки обыденного, как в мире развлечений, так и в СМИ, и то, что наш заглавный трек дебютировал в игре такого уровня, является одним из лучших способов донести нашу музыку до поклонников по всему миру. Мы прошли долгий путь от необходимости полагаться только на радио, чтобы приблизиться и обратить на себя внимание меломанов, и Dragon Age: Origins — это идеальная игра для того, чтобы помочь нам сделать это».
This Is War имеет 2000 различных обложек альбома, на которых размещены фотографии поклонников группы со всего мира. Музыканты попросили своих фанатов прислать им свои фотографии, а затем выбрали из них 2000 лучших. Изображения впоследствии были использованы в качестве обложкек для альбома и были разосланы случайным образом в магазины по всему миру.
Фронтмен группы Cobra Starship Гэйб Сапорта рассказал в интервью MTV News, что его фотография находится в числе 2000 фотографий, размещённых на обложке третьего альбома 30 Seconds to Mars. Он сказал, что, когда отправлял свою фотографию музыкантам, совершенно не ожидал, что его выберут. Также на одной из обложек альбома есть фотография матери Джареда и Шеннона Лето, Констанс. Кроме того, в числе тех, чьи фотографии были размещены на обложках альбома, оказались такие люди, как музыкальный менеджер Ирвинг Азофф, руководители лейбла Рон Верре, Грег Томпсон, Анжелика Коб-Бэехлер, Колин Финкельштейн и Боб Семанович, а также популярные личности, такие как Бэм Марджера, Кэт Вон Ди, Конан О’Брайен, Терри Ричардсон и участники групп Street Drum Corps и Chevelle.
На буклете компакт-дисков изображён ревущий тигр. Все розничные альбомы имеют разнообразные обложки, отдельные от буклетов, на них изображена одна из 2000 различных фотографий.

## Приём

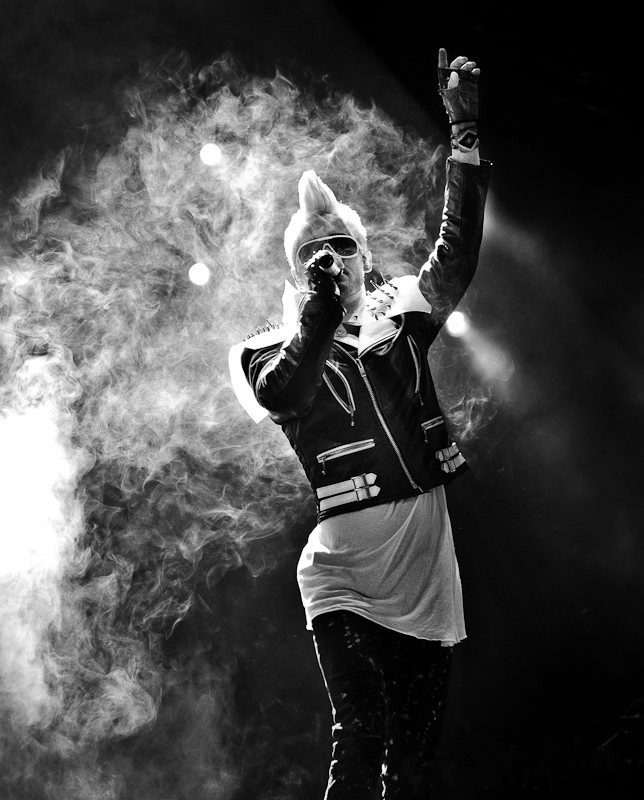
Джаред Лето в Энсхеде (Нидерланды).

| Оценки критиков      | Оценки критиков |
| Источник             | Оценка          |
| -------------------- | --------------- |
| Allmusic             | [ 17 ]          |
| Alternative Press    | [ 30 ]          |
| Billboard            | (favorable)     |
| Entertainment Weekly | (B-)            |
| Kerrang!             | [ 33 ]          |
| Los Angeles Times    | [ 34 ]          |
| Melodic              | [ 35 ]          |
| Q                    | [ 36 ]          |
| Rock Sound           | (9/10)          |
| Slant Magazine       | [ 37 ]          |

### Реакция критиков
This Is War получил положительные обзоры музыкальных критиков. На сайте Metacritic собраны 9 основных отзывов об альбоме.

### Продвижение в чартах
В течение недели после выпуска This Is War было продано более 67 тысяч экземпляров только в Соединённых Штатах, и альбом попал в Billboard 200 под номером 18. Альбом дебютировал под номером 2 в Billboard Alternative Albums chart и в Digital Albums chart, под четвёртым номером в Rock Albums chart, и под номером 23 в European Top 100 Albums. 19 февраля 2010 года Британской ассоциацией производителей фонограмм альбому был присвоен статус золотого по продажам 100000 дисков.
Первый сингл из альбома, «Kings and Queens», дебютировал в первую неделю после релиза под номером 20 в чарте Billboard Alternative Songs и под номером 24 в чарте Rock Songs. В чарте Alternative Songs песня попала в Top 5 только через четыре недели после своего дебюта, оставалась на первом месте в течение трёх недель и после этого была смещена с вершины песней Muse «Uprising». Это вторая песня 30 Seconds to Mars (первой была «From Yesterday»), которая сумела за две недели оказаться на вершине чарта. Ещё до выхода в качестве сингла, 26 декабря 2009 года песня «This Is War» дебютировала в Billboard Hot 100 под номером 72, под номером 67 в Canadian Hot 100, под номером 4 в чарте Top Heatseekers и под номером 33 в чарте Hot Digital Songs. Песня была выпущена в качестве сингла для американского радио 8 марта 2010 года.
В Германии альбом дебютировал под номером 15, стал быстро терять позиции и уже через 14 недель он выбыл из чарта Media Control Charts. После того, как альбом попал в несколько чартов, заняв там низкие позиции, ему удалось подняться и с июня (через шесть месяцев после выхода альбома) и ещё через 10 недель, он достиг своего окончательного пика, остановившись под номером 12.
По состоянию на апрель 2013 года продано около четырёх миллионов экземпляров This Is War и один миллион синглов по всему миру.

## Саундтреки
Некоторые песни из альбома стали саундтреками к фильмам и играм.
| Год  | Фильм/Игра             | Песня                 |
| ---- | ---------------------- | --------------------- |
| 2009 | Dragon Age: Origins    | «This Is War»         |
| 2010 | Скайлайн               | «Kings and Queens»    |
| 2010 | Легенды ночных стражей | «Kings and Queens»    |
| 2011 | Я — четвёртый          | «Escape»              |
| 2011 | Shift 2:Unleashed      | «Night of the Hunter» |
| 2011 | Камелот                | «This Is War»         |
| 2012 | Толстяк на ринге       | «Vox Populi»          |

## Список композиций
Слова и музыка всех песен — Джаред Лето, кроме L490.
| №   | Название                     | Длительность |
| --- | ---------------------------- | ------------ |
| 1.  | «Escape»                     | 2:24         |
| 2.  | «Night of the Hunter»        | 5:41         |
| 3.  | «Kings and Queens»           | 5:48         |
| 4.  | «This Is War»                | 5:27         |
| 5.  | «100 Suns»                   | 1:58         |
| 6.  | «Hurricane»                  | 6:12         |
| 7.  | «Closer to the Edge»         | 4:34         |
| 8.  | «Vox Populi»                 | 5:43         |
| 9.  | «Search and Destroy»         | 5:39         |
| 10. | «Alibi»                      | 6:00         |
| 11. | «Stranger in a Strange Land» | 6:54         |
| 12. | «L490» (Шеннон Лето)         | 4:26         |

| №   | Название                                             | Длительность |
| --- | ---------------------------------------------------- | ------------ |
| 13. | «Kings and Queens» (LA Riots Main Vocal Mix)         | 6:12         |
| 14. | «Night of the Hunter» (Flood Remix) (Pre-order only) | 4:52         |

| №   | Название                                         | Длительность |
| --- | ------------------------------------------------ | ------------ |
| 13. | «Kings and Queens» (Eddy and Tiborg Radio Mix)   | 4:10         |
| 14. | «Kings and Queens» (Innerpartysystem Remix Main) | 6:14         |

| №   | Название                                                                                 | Длительность |
| --- | ---------------------------------------------------------------------------------------- | ------------ |
| 13. | «Kings and Queens» (Tek-One Remix) (Available for online download for limited time only) |              |
| 14. | «Closer to the Edge» (Acoustic)                                                          | 2:57         |

| №   | Название                                           | Длительность |
| --- | -------------------------------------------------- | ------------ |
| 13. | «Hurricane 2.0» (feat. Kanye West)                 | 6:11         |
| 14. | «Bad Romance» (Live BBC version) (Lady Gaga cover) | 4:37         |
| 15. | «Stronger» (Live BBC version) (Kanye West cover)   |              |

| №  | Название                             | Длительность |
| -- | ------------------------------------ | ------------ |
| 1. | «Closer to the Edge» (Music video)   |              |
| 2. | «Kings and Queens» (Music video)     |              |
| 3. | «Kings and Queens» (Making of video) |              |
| 4. | «Into the Wild EPK»                  |              |
| 5. | «Behind the Summit»                  |              |
| 6. | «War is Coming spots»                |              |
| 7. | «Photo Gallery»                      |              |

## Над альбомом работали
- Джаред Лето — вокал, ритм-гитара, бас-гитара, клавишные
- Шеннон Лето — ударные, перкуссия, акустическая гитара в L490
- Томо Милишевич — соло-гитара, бас-гитара, клавишные, скрипка, программирование, перкуссия

Продюсирование:
- Flood
- Стив Лиллиуайт

## Чарты

### Альбом
| Чарт (2009)                     | Высшая позиция |
| ------------------------------- | -------------- |
| Belgian Albums Chart (Flanders) | 74             |
| Dutch Albums Chart              | 31             |
| French Albums Chart             | 96             |
| Italian Albums Chart            | 29             |
| Swiss Albums Chart              | 20             |
| US Billboard 200                | 18             |
| US Billboard Tastemaker Albums  | 1              |
| US Billboard Rock Albums        | 4              |
| US Billboard Alternative Albums | 2              |
| Чарт (2010)                     | Высшая позиция |
| Austrian Albums Chart           | 8              |
| Australian Albums Chart         | 18             |
| Belgian Albums Chart (Wallonia) | 34             |
| Czech Albums Chart              | 35             |
| European Albums                 | 16             |
| Finnish Albums Chart            | 19             |
| German Albums Chart             | 12             |
| Mexican Albums Chart            | 39             |
| New Zealand Albums Chart        | 9              |
| Irish Albums Chart              | 51             |
| Russian Albums Chart            | 12             |
| UK Albums Chart                 | 15             |
| Чарт (2011)                     | Высшая позиция |
| Greek Albums Chart              | 42             |
| Polish Albums Chart             | 34             |
| Portuguese Albums Chart         | 6              |
| Spanish Albums Chart            | 52             |

| Сингл                | Чарт (2009/2010)         | Высшая позиция |
| -------------------- | ------------------------ | -------------- |
| «Kings and Queens»   | Canadian Hot 100         | 70             |
| «Kings and Queens»   | European Hot 100 Singles | 52             |
| «Kings and Queens»   | US Alternative Songs     | 1              |
| «Kings and Queens»   | US Rock Songs            | 4              |
| «Kings and Queens»   | US Billboard Hot 100     | 82             |
| «This Is War»        | Canadian Hot 100         | 67             |
| «This Is War»        | European Hot 100 Singles | 26             |
| «This Is War»        | US Billboard Hot 100     | 72             |
| «This Is War»        | US Alternative Songs     | 1              |
| «This Is War»        | US Rock Songs            | 4              |
| «Closer to the Edge» | European Hot 100 Singles | 6              |
| «Closer to the Edge» | US Alternative Songs     | 7              |
| «Closer to the Edge» | US Rock Songs            | 21             |

| Страна         | Поставщик | Сертификация |
| -------------- | --------- | ------------ |
| Австралия      | ARIA      | Золото       |
| Австрия        | IFPI      | Золото       |
| Бельгия        | IFPI      | 2×Платина    |
| Германия       | BVMI      | Платина      |
| Ирландия       | IRMA      | Золото       |
| Новая Зеландия | RIANZ     | Золото       |
| Польша         | OLiS      | Платина      |
| Португалия     | AFP       | 2×Платина    |
| Южная Африка   | ZAF       | Золото       |
| Великобритания | BPI       | Платина      |

### Награды
| Публикация          | Страна         | Номинация                | Год  | Ранг |
| ------------------- | -------------- | ------------------------ | ---- | ---- |
| AOL Music           | США            | «Лучший альбом 2009»     | 2009 | *    |
| Rock Sound          | Великобритания | «Лучшая обложка альбома» | 2009 | 3    |
| Rock Sound          | Великобритания | «Лучший альбом 2009»     | 2009 | 3    |
| Virgin Radio Italia | Италия         | «Лучший альбом 2009»     | 2009 | 1    |

## История издания
| Регион         | Дата            | Лейбл       | Формат |
| -------------- | --------------- | ----------- | ------ |
| Австралия      | 4 декабря 2009  | EMI Music   | CD     |
| Австрия        | 4 декабря 2009  | EMI Music   | CD     |
| Финляндия      | 4 декабря 2009  | EMI Music   | CD     |
| Германия       | 4 декабря 2009  | EMI Music   | CD     |
| Италия         | 4 декабря 2009  | EMI/Virgin  | CD     |
| Швейцария      | 4 декабря 2009  | EMI Music   | CD     |
| Дания          | 7 декабря 2009  | EMI Music   | CD     |
| Новая Зеландия | 7 декабря 2009  | EMI Music   | CD     |
| Норвегия       | 7 декабря 2009  | EMI Music   | CD     |
| Польша         | 7 декабря 2009  | EMI Music   | CD     |
| Великобритания | 7 декабря 2009  | EMI/Virgin  | CD     |
| Аргентина      | 8 декабря 2009  | EMI Music   | CD     |
| Канада         | 8 декабря 2009  | Virgin      | CD     |
| Мексика        | 8 декабря 2009  | EMI Music   | CD     |
| Испания        | 8 декабря 2009  | EMI Music   | CD     |
| США            | 8 декабря 2009  | EMI/Virgin  | CD     |
| Южная Африка   | 8 декабря 2009  | EMI/Virgin  | CD     |
| Бразилия       | 10 декабря 2009 | EMI Music   | CD     |
| Япония         | 14 июля 2010    | Toshiba EMI | CD     |
| Deluxe edition |                 |             |        |
| США            | 9 ноября 2010   | EMI/Virgin  | CD+DVD |
| Бразилия       | 30 ноября 2010  | EMI Music   | CD+DVD |